# Прикутий
«Прикутий» (рос. «Прикованный») — російсько-білоруський художній фільм 2002 року режисера Валерія Рибарева.

## Сюжет
Павло (Володимир Гостюхін), колишній військовий офіцер, ніяк не може знайти своє місце в мирному житті. У нескінченній низці болісних спогадів і тривалих запоїв поруч з ним з'являється Анна (Алла Клюка), молода скрипалька, що зняла у нього кімнату. Але справжня причина її приїзду відкриється лише пізніше...

## У ролях
- Володимир Гостюхін
- Алла Клюка
- Тетяна Куліш
- Тетяна Титова
- Ігор Клочков
- Ірина Основіна
- Алла Пролич
- Юрій Сєров

## Творча група
- Сценарій: Володимир Валуцький, Валерій Рибарев
- Режисер: Валерій Рибарев
- Оператор: Валерій Мюльгаут
- Композитор: Роман Рязанцев